# 모모 (소설)
모모(Momo)는 독일의 작가 미하엘 엔데가 1973년 발표한 아동 판타지 소설의 이름이자 주인공의 이름이다. 또한 모모의 발간 당시의 정식이름은 《모모, 시간도둑과 사람들에게 빼앗긴 시간을 돌려준 한 아이의 이상한 이야기(MOMO oder Die seltsame Geschichte von den Zeit-Dieben und von dem Kind, das den Menschen die gestohlene Zeit zurückbrachte)였다.

## 줄거리

### 제1장
모모라는 소녀가 폐허 극장에서 살기 시작하고, 마을 사람들이 그녀를 도와 그곳을 그녀만의 집으로 만든다.

### 제2장
모모는 마을에서 좋은 친구들을 사귀고, 사람들의 이야기를 잘 들어줌으로써 갈등을 해결하고, 모두의 마음에 깊은 영향을 미친다.

### 제3장
모모는 아이들과 특별히 잘 어울리며 그녀가 돌아오면 아이들은 기발한 놀이를 시작한다.

### 제4장
모모는 도로 청소부 베포와 관광 안내원 기기와 가까운 친구가 된다. 그러나 회색 신사들이 도시를 침투하고, 모모만이 그들을 알아보지만 곧 잊는다.

### 제5장
기기는 모모 덕분에 상상력이 풍부해지고, 그녀와 함께 이야기를 만들어가며 많은 사람들의 주목을 받는다.

### 제6장
푸지라는 이발사는 회색 신사들에게 ‘시간 저축 은행’을 소개받고, 시간을 낭비했다고 느끼며 죄책감을 받는다. 결국 시간을 저축하기로 결심한다.

### 제7장
마을 사람들은 점점 더 시간 부족에 시달리며 인간성의 상실을 겪는다. 아이들은 놀이에 흥미를 잃고, 부모와의 진정한 소통이 사라지게 된다. 기기는 이 문제를 사회적 문제로 지적하고, 모모는 친구들을 돕기로 결심한다.

## 주제와 비평
미하엘 엔데는 판타지 소설을 통해 문명에 의한 자연의 파괴(끝 없는 이야기)와 소비중심의 문명(모모)을 비판하였다.
현대 철학자인 데이비드 로이와 린다 굿휴는 2002년 《모모, 도건, 시간의 일반화》라는 책에서, "이 책은 1973년에 쓰였지만 시간이 지나면서 (시간도둑의) 악몽이 현실이 되고 있다"며 《모모》를 20세기의 가장 중요한 소설 중의 하나로 선정하였다.

## 영화
1986년 독일과 이탈리아의 영화사에 의해 영화로 만들어졌다.

## 대한민국과 《모모》
1977년 9월, 차경아가 번역한 최초의 한국어 번역본이 청람문화사에서 출간되었다. 이 번역본에는 작가인 미하엘 엔데의 〈한국 어린이에게 부치는 말〉이 포함되었다.
1978년, 가수 김만준이 부른 〈모모〉가 인기를 끌었는데, 여기에서의 ‘모모’는 에밀 아자르의 《자기앞의 생》에서 따온 것이었다. ‘모모’가 등장하는 에밀 아자르와 미하엘 엔데의 두 작품은 ‘모모 선풍’을 일으켰다. 이들을 소재로 한 연극이 공연되었고, 김만준의 ‘모모’로부터 《모모는 철부지》라는 제목의 영화가 제작되었으며, 미하엘 엔데의 ‘모모’는 영화화가 됐다.